# پرواز شماره ۹۵۲۵ جرمن‌وینگز
پرواز شماره ۹۵۲۵ جرمن‌وینگز (انگلیسی: Germanwings Flight 9525) (4U9525) یک پرواز مسافری برنامه‌ریزی شده بین‌المللی از بارسلون به دوسلدورف بود.
هواپیمای ایرباس ای۳۲۰ با ۱۴۴ مسافر، دو خلبان و چهار خدمه پروازی روز سه‌شنبه، ۲۴ مارس ۲۰۱۵ (۴ فروردین ۱۳۹۴) در نزدیکی یک پیست اسکی و روستایی، روستایی دورافتاده «بارسلونت» در دامنه کوه‌های آلپ فرانسه در حد فاصل شهرهای دینی و بارسلونت در ۱۰۰ کیلومتری شهر نیس در جنوب فرانسه سقوط کرد.

## شرح حادثه
این هواپیما در ساعت ۱۰:۰۱ صبح به وقت اروپای مرکزی (۰۹:۰۱ به وقت گرینویچ) از بارسلون پرواز کرده و در ساعت ۰۹:۲۷ به وقت گرینویچ به ارتفاع ۱۱۶۰۰ متری (۳۸۰۰۰ فوت) (طبق برنامه پروازی) می‌رسد.
مطابق با اعلام BEA در ساعت ۰۹:۳۰ گرینویچ، خلبان‌ها دستورالعمل‌ها را از بخش کنترل ترافیک هوایی فرانسه مورد تأیید قرار می‌دهند.
پس از گذشت لحظاتی یعنی در ساعت ۰۹:۳۱ به وقت گرینویچ هواپیما بدون اخذ تأیید (موافقت) شروع به کاهش شدید ارتفاع (با نرخ متوسط ۱۷٫۸ متر بر ثانیه) می‌کند.
در هنگام کاهش ارتفاع، خلبان‌ها به سوالات بخش کنترل ترافیک هوایی پاسخ نمی‌دهند و تماسی برای اعلام وقوع وضعیت اضطراری به عمل نمی‌آورند. تلاش‌های بخش کنترل ترافیک هوایی فرانسه برای تماس با پرواز از طریق فرکانس‌های رادیویی اختصاص داده شده بی پاسخ می‌ماند. شواهد و مدارک نشان می‌دهد که کمک خلبان اقدام به کاهش ارتفاع کرده‌است. آخرین اطلاعات ثبت شده توسط رادار رهگیر از این هواپیما مربوط به ساعت ۰۹:۴۰ به وقت گرینویچ است که در آن لحظه هواپیما در ارتفاع ۱۸۸۲ متری (۶۱۷۵ فوت) بوده‌است. در آخرین لحظات سرعت هواپیما تقریباً ۷۰۰ کیلومتر بر ساعت بوده‌است.

این هواپیما از نوع ایرباس ای۳۲۰ و در اختیار شرکت هواپیمایی آلمانی جرمن‌وینگز بود که از جمله شرکت‌هایی است که بلیط‌های ارزان قیمت می‌فروشد. سهام شرکت جرمن‌وینگز متعلق به شرکت لوفت‌هانزا است. تا لحظه سقوط این هواپیما شرکت هواپیمایی جرمن‌وینگز سابقه هیچ سانحه هوایی نداشت. متوسط عمر هواپیماهای این شرکت ۹ سال است اما هواپیمای سقوط کرده از ۲۴ سال پیش پرواز می‌کرد.
اجساد قربانیان به ساختمانی در روستای سن لزالپ منتقل شده‌اند. ماریانو راخوی، نخست‌وزیر اسپانیا، نیز به خبرنگاران گفته‌است که در میان سرنشینان این هواپیما شمار زیادی از شهروندان اسپانیا، آلمان و ترکیه بوده‌اند.
فرانسوا اولاند، رئیس‌جمهوری فرانسه گفته‌است دسترسی به منطقه‌ای که این هواپیما سقوط کرده، بسیار دشوار است. وی احتمال داده‌است که هیچ‌یک از سرنشینان این هواپیما زنده نمانده باشند. مانوئل والس، نخست‌وزیر فرانسه گفته‌است وزیر کشور را به محل سقوط هواپیما فرستاده‌است.
وزیر کشور فرانسه در ۲۴ مارس اعلام کرد: جعبه سیاه این هواپیما در مناطق کوهستانی یافته شده و به مقامات و بازرسان مربوطه تحویل گردیده‌است. همچنین تأیید کردند که همه مسافران این پرواز کشته شده‌اند.
صدر اعظم آلمان آنگلا مرکل در روز ۲۵ مارس ۲۰۱۵ به فرانسه سفر کرد و از محل سقوط بازدید کرد.

## خدمه و مسافرین هواپیما
| ملیت                                                                                                  | تعداد. | Ref.   |
| --- | ------ | ------ |
| آلمان                                                                                                 | ۷۲     | [ ۹ ]  |
| اسپانیا                                                                                               | ۵۱     | [ ۱۰ ] |
| آرژانتین                                                                                              | ۳      | [ ۱۱ ] |
| قزاقستان                                                                                              | ۳      | [ ۱۲ ] |
| بریتانیا                                                                                              | ۳      | [ ۱۵ ] |
| ایالات متحده آمریکا                                                                                   | ۳      | [ ۱۶ ] |
| استرالیا                                                                                              | ۲      | [ ۱۷ ] |
| کلمبیا                                                                                                | ۲      | [ ۱۸ ] |
| ایران                                                                                                 | ۲      | [ ۱۹ ] |
| ژاپن                                                                                                  | ۲      | [ ۲۰ ] |
| مکزیک                                                                                                 | ۲      | [ ۲۲ ] |
| مراکش                                                                                                 | ۲      | [ ۲۳ ] |
| ونزوئلا                                                                                               | ۲      | [ ۲۴ ] |
| بلژیک                                                                                                 | ۱      | [ ۲۵ ] |
| شیلی                                                                                                  | ۱      | [ ۲۶ ] |
| دانمارک                                                                                               | ۱      | [ ۲۷ ] |
| اسراییل                                                                                               | ۱      | [ ۲۸ ] |
| هلند                                                                                                  | ۱      | [ ۲۹ ] |
| برخی مسافران دارای ملیت چندگانه بودند. بر اساس داده‌های اولیه. تعداد همه افراد شمارش شده ۱۵۰ نفر نیست. |        |        |

تمام ۶ خدمه هواپیما تابعیت آلمانی داشته‌اند. خلبان این پرواز کاپیتان پاتریک سوندهایمر نام داشته که ده سال سابقه پرواز با هواپیمای ایرباس ای۳۲۰ (با ۶۰۰۰ ساعت پرواز) در شرکت‌های حمل و نقل هوایی معتبر دنیا همچون لوفت هانزا و جرمن وینگز در کارنامه وی دیده می‌شود. کمک خلبان این هواپیما آقای آندریاس لوبیتز نام داشته‌است.
۶۶ نفر از مسافران این هواپیما نیز تابعیت آلمان داشته‌اند که ۱۶ نفر از آن‌ها دانش آموزانی بوده‌اند که از سفر آموزشی در اسپانیا به کشورشان بازمی‌گشتند.
۵۱ نفر از مسافران تابعیت اسپانیا، ۳ نفر تابعیت قزاقستان، ۳ نفر تابعیت انگلستان، ۲ نفر تابعیت آرژانتین و ۲ نفر تابعیت ایالات متحده آمریکا را داشته‌اند.
دو نفر از مسافران این هواپیما تابعیت ایران داشته‌اند. این دو ایرانی میلاد حجت‌الاسلامی خبرنگار خبرگزاری تسنیم و حسین جوادی خبرنگار روزنامه وطن امروز بوده‌اند.

## تحقیق در خصوص علت حادثه
آقای برایس رابین، دادستان مارسی، اعلام کرد که کمک خلبان ۲۸ ساله که نامش آندریاس لوبیتز بوده، در زمان سقوط هواپیما به تنهایی در کابین خلبانان بوده و به عمد هواپیما را به سقوط واداشته‌است. دادستان مارسی افزود که «اراده‌ای» برای «نابود کردن» هواپیما وجود داشته‌است.
دادستان مارسی افزود نشانه‌ای دال بر اینکه سقوط هواپیما بر اثر عملی تروریستی انجام گرفته در دست نیست. او گفت اما هنوز روشن نیست که چرا کمک خلبان ۲۸ ساله تصمیم به سرنگون کردن هواپیما گرفته‌است.
همچنین وزیر کشور آلمان، آقای توماس د مزیر، اعلام کرد که طبق اطلاعات این وزارتخانه، کمک خلبان آلمانی، آندریاس لوبیتز دارای سابقه تروریستی نبوده‌است.
کارشناس سرویس رهگیری حمل و نقل هوایی FlightRadar24 با تجزیه و تحلیل داده‌های دریافتی رادار رهگیر می‌گوید: یک نفر تنظیم ارتفاع هواپیما را از حالت اتوماتیک آن که ۳۸۰۰۰ فوت بوده؛ به صورت دستی به ۱۰۰ فوت تغییر داده‌است؛ یعنی ۵۹۰۰ فوت پایین‌تر از ارتفاع منطقه‌ای که هواپیما در آن سقوط کرد.
بر اساس گزارش دویچه وله مستند به صداهای ضبط شده در جعبه سیاه هواپیما و اظهارات دادستان مارسی،
پس از آنکه خلبان هواپیما کابین را ترک می‌کند، آندریاس لوبیتز در کابین را به روی او می‌بندد. خلبان هواپیما از کابین خارج شده بوده و نمی‌توانسته در را از بیرون باز کند و تا آخرین لحضات سقوط در حال تلاش برای بازکردن در کابین بوده‌است. از لحظه‌ای که آندریاس لوبیتز هواپیما را در حالت فرود قرار می‌دهد، هشت دقیقه طول کشیده تا هواپیما به کوه اصابت کند و ظاهراً در تمام این مدت خلبان در پشت در کابین مانده بوده‌است..
روزنامه بیلد آلمان آنچه را که می‌گوید متن پیاده شده کلمات و صداهای آخرین دقایق پرواز جرمن وینگز است منتشر کرده که نشان از تلاش شدید کاپیتان هواپیما برای بازگشت به کابین دارد
براساس متن پیاده شده از روی دستگاه ضبط صداهای کابین خلبان که به رسانه‌های آلمان درز کرده، صدای فریادهای وحشت زده مسافران و همچنین جملات خلبان اصلی هواپیما شنیده می‌شود که خطاب به کمک خلبان می‌گوید: "در لعنتی را باز کن". خلبان هنگام کوبیدن به در فریاد می‌زند: "تو را به خدا، در را باز کن!" خلبان سپس با یک شیء فلزی که احتمالاً یک تبر بوده تلاش کرده تا در را باز کند، همزمان با التماس مجدد خلبان از آندریاس لوبیتز برای بازکردن در، صدای جیغ مسافران شنیده می‌شود. بلافاصله صدای اصابت هواپیما به کوه شنیده می‌شود.
بررسی‌های انجام شده بر روی اطلاعات به دست آمده از دومین جعبه سیاه تأیید می‌کند که کمک خلبان عمداً باعث سقوط این هواپیما شده‌ است. سازمان تحقیقات هوانوردی فرانسه که مسئولیت تحقیق در مورد سقوط این هواپیما را بر عهده دارد گفته‌ است که آندریاس لوبیتز، کمک‌خلبان هواپیما، به‌طور مکرر باعث کاهش ارتفاع آن شده‌ است. در بیانیه این سازمان آمده‌ است: «خلبان برای رسیدن به ارتفاع ۱۰۰ فوتی هواپیما را روی سیستم اتوماتیک قرار داده بود.» پس از آن چندین بار سیستم اتوماتیک پرواز را تغییر می‌دهد تا سرعت هواپیما هنگام کاهش ارتفاع، افزایش پیدا کند.

### تمرین سرنگونی هواپیما
آخرین پژوهش‌های بازرسان فرانسوی که روز ششم می منتشر شد، نتیجه گرفت که کمک‌خلبان حدود دو ساعت پیش از سقوط، در حالی که خلبان اصلی حدود پنج دقیقه کابین را ترک کرده بود، کاهش کنترل‌شده ارتفاع هواپیما را تمرین کرده است. این گزارش سازمان سوانح هوایی فرانسه حاکیست کمک خلبان احتمالاً با ایجاد تغییراتی در تنظیمات پرواز، برای سرنگون کردن هواپیما آماده می‌شده‌ است. بازرسان گفتند در ظرف مدتی که خلبان اصلی کابین را ترک کرده بود، کمک خلبان علی‌رغم دستور برج مراقبت دایر بر حفظ ارتفاع پرواز ابتدا در ۳۵ هزار پا و سپس در ۲۱ هزار پا، ارتفاع پرواز را در کمترین حد ممکن (۱۰۰ پایی) تنظیم کرد. همچنین در یک مورد، کمک خلبان، حداکثر ارتفاع ممکن (۴۹ هزار پا) را وارد سیستم پرواز کرده بود.

### آندریاس لوبیتز، کمک خلبان هواپیما
بیمارستان یونیورسیتی دوسلدورف با انتشار یک بیانیه اعلام کرد که آندریاس لوبیتز به مدت دو ماه به عنوان مریض به این بیمارستان مراجعه می‌کرده‌ است اما بیمارستان مذکور این مسئله را انکار کرده‌است که این کمک‌خلبان برای درمان افسردگی تحت مداوا قرار گرفته بود. دادستانی آلمان هم اعلام کرد که آندریاس لوبیتز، بیماری خود را از رؤسا و همکارانش در این شرکت هواپیمایی آلمانی پنهان کرده بود. همچنین دادستانی آلمان تصریح نکرد که آندریاس لوبیتز مبتلا به چه بیماری‌ای بوده‌است. دادستانی آلمان همچنین در ادامه ذکر کرد که پلیس در بازرسی‌های خود یادداشت اعتراف به خودکشی یا هیچ شواهدی که نشان دهد این کمک خلبان گرایشهای سیاسی یا مذهبی داشته‌است، پیدا نکرده‌ است.
دوست دختر سابق آندریاس لوبیتز می‌گوید او گفته بود «روزی اسم من به گوش همه می‌رسد.».
تحقیقات بازرسان فرانسوی نشان می‌دهد که کمک‌خلبان خطوط هوایی جرمن وینگز آلمان، پیش از ساقط کردن هواپیما در کوه‌های آلپ، احتمالاً این کار را تمرین کرده بوده‌ است.

## یادداشت
1. ↑  Includes two passengers with dual Bosnian-German citizenship.[۸]
2. ↑  Includes one passenger with Spanish-Polish-British citizenship.[۱۳][۱۴]
3. ↑  Includes one passenger with dual Mexican-Spanish citizenship.[۲۱]